# Brachythecium nelsonii
Brachythecium nelsonii là một loài rêu trong họ Brachytheciaceae. Loài này được Grout mô tả khoa học đầu tiên năm 1902.